# Menesta cinereocervina
Menesta cinereocervina är en fjärilsart som beskrevs av Walsingham 1891. Menesta cinereocervina ingår i släktet Menesta och familjen plattmalar. Inga underarter finns listade i Catalogue of Life.